# Pombeiros
Les Pombeiros sont des agents africains et parfois mulâtres qui achetaient des esclaves à l'intérieur de l'Afrique au nom de la couronne portugaise ou de commerçants portugais privés pour la traite atlantique des esclaves.
Le terme pombeiro vient de Pumbe, un marché situé près du Pool Malebo.

## Histoire
En général, le gouvernement portugais ne souhaitait pas que les marchands d'esclaves portugais se rendent à l'intérieur du continent. Il préférait qu'ils restent dans ses colonies de Benguela et Luanda sur la côte, tandis que les pombeiros indigènes conduisaient des caravanes à l'intérieur pour acheter des esclaves.
Au cours de leurs voyages à l'intérieur, les pombeiros résidaient sur des marchés fortifiés appelés feiras, où les Africains d'outre-frontière venaient vendre produits, marchandises et esclaves. Selon un récit de 1700, les pombeiros partaient avec leurs propres esclaves, qui à leur tour avaient des esclaves pour agir comme porteurs. Une expédition esclavagiste pouvait durer une année entière et ramener entre 400 et 600 esclaves. Les pombeiros sont à l'origine de nombreuses découvertes mais restèrent des anonymes en raison du but de leurs missions. Depuis les années 1970, des recherches archéologiques étudient leurs parcours et tentent de les réhabiliter comme pionniers des explorations dans l'intérieur de l'Afrique.
La feira la plus éloignée de la côte était à Cassange (fondée par les Imbangala (en) vers 1620), et les pombeiros s'aventuraient rarement plus loin que cela. Par le biais des pombeiros, le Portugal a établi des contacts indirects avec les royaumes au-delà du royaume du Kongo, tels que Lunda et Kazembe. Les esclaves de Kazembe pouvaient être échangés aux Lunda, qui à leur tour les vendaient aux Imbangala, qui les amenaient aux pombeiros de Cassange. C'est ainsi que le capital humain de Kazembe se dirigea vers l'Atlantique, tandis que l'ivoire du royaume était acheminé vers l'est jusqu'à la feira portugaise de Tete pour le commerce de l'océan Indien. En 1802, deux pombeiros nommés Pedro João Baptista et Amaro (ou Anastasio) José ont voyagé de Luanda jusqu'à Tete et retour, mais le voyage leur a pris plus de quatre ans,.